# Mikromreže
Mikromreža je lokalizirana grupacija izvora električne energije i opterećenja koja obično djeluje povezana i sinkronizirana s tradicionalnom centraliziranom električnom mrežom (makrogridom), ali se mogu odvojiti i funkcionirati samostalno, kako joj fizički i / ili ekonomski uvjeti diktiraju.
Time se otvara put na učinkovitu integraciju različitih izvora distribuirane električne energije, posebice obnovljivih izvora energije. Ona također pruža dobro rješenje za dodatnu rezervu snage u slučaju nužde jer ima mogućnost izmjene između samostalnog i umreženog načina rada. S druge strane, kontrola i zaštita su veliki izazovi u ovoj vrsti mrežne konfiguracije, koja se općenito tretira kao hijerarhijska kontrola. Mikromreža obuhvaća rasprostranjene izvore energije i opterećenja kojima se može upravljati na kontroliran i koordiniran način; one se mogu povezati s glavnom energetskom mrežom, raditi u izoliranom načinu rada ili biti u potpunosti nepovezane s mrežom.
Mikromreže su mreže niskog ili srednjeg napona koje se nalaze na mjestima potrošnje energije ili blizu njih. One mogu proizvoditi energiju iz obnovljivih ili konvencionalnih izvora energije iako se uglavnom radi o sustavima električne energije, također mogu sadržavati komponente toplinske energije, poput kombinirane topline i energije. Mikromreže se sve češće opremaju sustavima za pohranu energije jer su baterije sve jeftinije. Sustavom se upravlja s pomoću upravljača mikromreže koji uključuje reakciju na potražnju kako bi se potražnja mogla povezati s dostupnim zalihama na najsigurniji i optimalan način. Može se uključiti i zamašnjak ili baterijski sustav stabilizacije mreže kako bi se osiguralo pružanje djelatne i jalove snage. Koncept mikromreže nije nov: najranije električne mreže bile su u osnovi mikromreže prije nego što su se spojile u regionalne ili nacionalne mreže. No njihova se uloga sada mijenja i širi zbog sve većih zahtjeva za energijom, pada cijene obnovljivih izvora energije, sve veće potrebe za otpornošću i autonomijom napajanja i na mreži i izvan nje.

## Definicija mikromreže
Mikromreže su moderne, lokalizirane, male mreže, suprotno tradicionalnoj, centraliziranoj mreži električne energije (makromreža). Mikromreže se mogu odspojiti iz centralizirane mreže i samostalno raditi, ojačati elastičnost mreže i olakšati poremećaj mreže. Uglavnom su niskonaponske mreže koje koriste izmjeničnu struju, često koriste dizel generatore, a ugrađuju se od strane zajednice kojoj služe. Mikromreže sve više koriste mješavinu različitih raspodijeljenih energetskih resursa, kao što su solarni hibridni elektroenergetski sustavi, koji značajno smanjuju količinu emitiranog ugljika. Pojam mikromreže odnosi se na elektroenergetski sustav s distribuiranim izvorima energije i nikako ga se ne smije vezati uz veličinu mreže, već uz njenu funkciju. Mikromreža predstavlja integraciju distribuirane proizvodnje električne energije, skladištenja električne energije te upravljanja njenom potrošnjom. Postojeći elektroenergetski sustav mora se nositi s razvojem tehnologije i društva te ekonomskim problemima. Sustav i problematika te zaštita u elektroenergetskom sustavu je zahtjevan izazov za elektroinženjere, a potreba za sigurnim elektroenergetskim sustavom je primarna. 
Formalna definicija iz američkog Odjela za energetiku 'Microgrid Exchange Group' navodi: Mikromreža je skupina međusobno povezanih opterećenja i distribuiranih energetskih resursa (DER) unutar jasno definiranih električnih granica koja djeluje kao jedinstveni kontrolirani izvor u odnosu na mrežu. Mikromreža se može spojiti i odspojiti s mreže kako bi se omogućilo da radi u mrežnom ili samostalnom načinu rada.
Iz definicije EU istraživačkih projekata: mikromreže obuhvaćaju distribucijske sustave niskih napona s distribuiranim izvorima energije (mikroturbine, gorivne ćelije, fotonaponski sustavi itd.), uređaji za pohranu (zamašnjake, baterije ) energije i fleksibilna opterećenja. Takvi sustavi mogu se upravljati i na nesamostalni način rada (ako su međusobno povezani s makromrežom) ili na samostalni način (ako su isključeni iz glavne makromreže). Rad mikro izvora u mreži može pružiti različite prednosti za ukupnu učinkovitost sustava, ako se sustav učinkovito upravlja i koordinira.

## Organizacija mikromreže
Organizacija mikromreže se temelji na upravljačkim svojstvima nad mrežom koja sadrži mikroturbine, gorivne ćelije i fotonaponske elektrane zajedno sa sustavima za pohranu energije kao što su zamašnjaci, baterije i ultrakondenzatori. Ovakvim sustavom omogućava se kontinuirana opskrba u slučaju kvara, katastrofe ili nekog drugog poremećaja koji može prekinuti opskrbu električnom energijom. Ključni potencijal mikromreže leži u mogućnosti da krajnji korisnici imaju mogućnost, na lokalnoj razini, pravilno upotrijebiti svu neiskorištenu toplinu koja je nusproizvod dobivanja električne energije, posebice kućanstva koja se nalaze u zemljama s hladnijom klimom. Sa stajališta iskoristivosti, primjena mikromreže može smanjiti potrebu za distribucijskim i prijenosnim jedinicama. Na primjer, distribuirana proizvodnja u neposrednoj blizini opterećenja može imati vrlo korisne učinke za sustav u smanjenju tokova snaga u prijenosnoj i distribucijskoj mreži što dovodi do smanjenja gubitaka. Mikromreža može u situacijama kada je veliko opterećenje biti i potpora mreži. Sve spomenute karakteristike mikromreže dovoljan su dokaz kako je potrebno razvijati novi koncept elektroenergetskog sustava u svijetu koji se razvija brzo i kojemu je takva promjena prijeko potrebna.

## Vrste mikromreža

### Sveučilišno okruženje/Ustanovne mikromreže
Fokus ustanovnih mikromreža zbraja postojeću proizvodnju energije na licu mjesta s višestrukim opterećenjima koja se nalaze na lokaciji u kojoj ih vlasnik jednostavno upravlja.

### Daljinske izvanmrežne mikromreže
Te mikromreže nikada se ne povezuju s makromrežom i umjesto toga djeluju u samostalnom načinu rada cijelo vrijeme zbog ekonomskog problema ili geografskog položaja. Tipično, daljinska izvanmrežna mikromreža je izgrađena na područjima koja su daleko od bilo koje prijenosne i distribucijske infrastrukture i stoga nemaju veze s mrežom.

### Mikromreže na području vojne baze
Ove mikromreže aktivno su razmještene s naglaskom na fizičku i digitalnu sigurnost vojnih objekata kako bi se osigurala pouzdana snaga bez oslanjanja na Makromrežu.

### Trgovinske i industrijske mikromreže
Ove vrste mikromreže sazrijevaju brzo u Sjevernoj Americi i Aziji; međutim, nedostatak dobro poznatih standarda za ove vrste mikromreža ograničava ih globalno. Glavni razlozi za ugradnju industrijskih mikromreža su sigurnost napajanja i njegova pouzdanost. Postoji mnogo proizvodnih procesa u kojima prekid napajanja može uzrokovati velike gubitke prihoda i dugo vrijeme ponovnog pokretanja.

## Sastavni dijelovi mikromreža

### Lokalno stvaranje
Prikazuje različite vrste izvora koji generiraju električnu energiju korisniku. Ti su izvori podijeljeni u dvije glavne skupine - toplinske izvore (npr. Dizelski generatori) i obnovljive izvore energije (npr. vjetroturbine, fotonaponski sustavi).

### Potrošnja
Odnosi se na elemente koji troše električnu energiju u rasponu od pojedinačnih uređaja do rasvjete, sustava grijanja zgrada, trgovačkih centara itd. U slučaju kontroliranog opterećenja, potrošnja električne energije može se mijenjati po zahtjevu mreže.

### Pohrana energije
U mikromreži skladištenje energije može obavljati više funkcija, kao što je osiguranje kvalitetne snage, uključujući regulaciju frekvencije i napona, izglađivanje izlaza obnovljivih izvora energije, osiguranje rezervne snage za sustav i igranje ključne uloge u optimizaciji troškova. Uključuje sve električne, tlačne, gravitacijske tehnologije i tehnologije skladištenja topline.

### Točka zajedničkog spajanja
To je točka u električnom krugu gdje je mikromreža povezana s glavnom mrežom (makromreža). Mikromreže koje nemaju točku zajedničkog spajanja zovu se izolirane mikromreže, koje se obično prikazuju u slučaju udaljenih mjesta (npr. udaljenih zajednica ili udaljenih industrijskih mjesta) gdje međusobno povezivanje s glavnom mrežom (makromrežom) nije izvedivo zbog tehničkih i / ili ekonomskih ograničenja.

## Prednosti i izazovi mikromreža

### Prednosti
Prije svega, mikromreža je sposobna raditi u umreženim i samostalnim režimima rada, te upravljanjem prijelazima između ova dva načina. Tako da osigurava dobro rješenje za napajanje u slučaju nužde i nestašice napajanja tijekom prekida napajanja u glavnoj mreži. U mrežnom načinu rada, pomoćne usluge mogu se osigurati trgovinskom aktivnošću mikromreže i glavne mreže.
U samostalnom načinu rada, umjesto stvarne i reaktivne energije proizvedene unutar mikromreže, uključujući i pomoć sustava skladištenja energije, treba biti u ravnoteži s potražnjom lokalnih opterećenja.
Sve gore navedene točke i mijenjanjem protoka energije kroz komponente mikromreže, mikromreži omogućavaju i olakšavaju integraciju proizvodnje obnovljivih izvora energije kao što su solari i vjetroelektrane, bez potrebe za ponovnim projektiranjem distribucijskog sustava. Suvremene metode optimizacije mogu se također uključiti u sustav upravljanja energijom mikromreže kako bi se poboljšala učinkovitost, ekonomičnost i otpornost.

### Izazovi
Mikromreže i integracija distribuiranih energetskih resursa općenito uvode niz operativnih izazova koji se trebaju obraditi u dizajnu sustava kontrole i zaštite, kako bi se osiguralo da sadašnje razine pouzdanosti nisu značajno pogođene i potencijalne prednosti distribuirane proizvodne jedinice potpuno se iskoriste. Neki od tih izazova proizlaze iz nevažećih pretpostavki koje se obično primjenjuju na konvencionalne distribucijske sustave, dok su drugi posljedica problema stabilnosti koji su prethodno bili promatrani samo na razini prijenosnog sustava.

## Najvažniji izazovi u zaštiti i kontroli mikromreža
- Dvosmjerni tokovi snage: prisutnost distribuiranih proizvodnih jedinica u mreži na niskim naponskim razinama može uzrokovati obrnuti tok energije koji može dovesti do komplikacija u koordinaciji zaštite, nepoželjnih uzoraka protoka struje, raspodjele struje kvara i kontrole napona.[9]
- Problemi stabilnosti: Interakcija kontrolnog sustava distribuirane proizvodnje jedinica može stvoriti lokalne oscilacije, što zahtijeva temeljitu analizu stabilnosti malih poremećaja. Štoviše, tranzicijske aktivnosti između mrežno-povezanih i samostalnih režima rada u mikromreži mogu stvoriti prijelaznu stabilnost.[9][13] . Nedavne studije su pokazale da istosmjerno strujno mikromrežno sučelje može rezultirati značajno jednostavnijom kontrolnom strukturom, većom energetskom učinkovitošću i većim kapacitetom istovremene struje za iste linije.[14][15]
- Modeliranje: Mnoge karakteristike u tradicionalnim shemama kao što su rasprostranjenost trofaznih uravnoteženih uvjeta, prvenstveno induktivnih prijenosnih vodova i opterećenja konstantnom snagom, ne moraju nužno biti valjane za mikromreže, pa se stoga modeli trebaju pregledati.[9]
- Niska tromost: Mikromreža pokazuje karakteristike niske tromosti koje se razlikuju od sustava rasutih snaga gdje veliki broj sinkronih generatora osigurava relativno veliku inerciju. Pogotovo ako postoji značajan udio elektroprivrednih jedinica distribuirane proizvodnje, taj fenomen je jasniji. Niske inercije u sustavu mogu dovesti do teških odstupanja frekvencije u samostalnom radu ako se ne provede odgovarajući mehanizam kontrole.[9]
- Nesigurnost: Rad mikromreže sadrži vrlo veliku nesigurnost u kojoj se ekonomski i pouzdani rad mikromreža oslanja na to. Zbog profila učitavanja i vremenske prognoze ova koordinacija postaje izazovna u izoliranim mikromrežama, gdje kritična ravnoteža potražnje i ponude i obično veća stopa neuspjeha komponenti zahtijevaju rješavanje čvrsto povezanog problema tijekom proširenog horizonta. Ta je nesigurnost veća od onih rasutih energetskih sustava, zbog smanjenog broja opterećenja i visoko koreliranih varijacija raspoloživih energetskih resursa (djelovanje ograničenog usrednjavanja).[9]

## Kontrola mikromreže
Što se tiče arhitekture kontrole mikromreže ili bilo kojeg kontrolnog problema, mogu se identificirati dva različita pristupa: centralizirani i decentralizirani. Potpuno centralizirana kontrola oslanja se na veliku količinu prijenosa informacija između uključenih jedinica i tada se odluka donosi u jednoj točki. Zbog toga će predstavljati veliki problem u izvršavanju jer međusobno povezani energetski sustavi obično pokrivaju proširene geografske jedinice i uključuje ogroman broj jedinica. Potpuno centralizirana kontrola trenutno se smatra nedostupnim rješenjem. S druge strane, u potpunoj decentraliziranoj kontroli svaku jedinicu kontrolira njegov lokalni regulator bez poznavanja situacije drugih. Potpuno decentralizirana kontrola u ovom kontekstu također je nevažna zbog jakog spajanja između operacija različitih jedinica u sustavu. Kompromis između tih dviju shema ekstremnih kontrola može se postići pomoću hijerarhijske sheme kontrole koja se sastoji od tri razine kontrole: primarni, sekundarni i tercijarni.

### Primarna kontrola
Primarna kontrola je osmišljena kako bi udovoljila sljedećim zahtjevima:
• stabilizacija napona i frekvencije.
• ponuditi sposobnost uključivanja i igranja za distribuirane energetskih resursa i pravilno dijeliti aktivnu i reaktivnu snagu među njima, po mogućnosti bez ikakvih komunikacijskih veza.
• ublažiti cirkulacijske struje koje mogu prouzročiti pojavu prevelike struje u elektroenergetskim uređajima
Primarna kontrola zadaje zadane vrijednosti za niži regulator, koji su naponske i strujne petlje za regulaciju distribuiranih energetskih resursa. Ove petlje unutarnje kontrole obično se nazivaju nultom kontrolom.

### Sekundarna kontrola
Sekundarna kontrola obično traje od sekunde do nekoliko minuta (tj. sporije od prethodnog) koja opravdava razdvojenu dinamiku primarnih i sekundarnih petlji i olakšava njihovo individualno oblikovanje. Zadanu vrijednost primarne kontrole daje sekundarna kontrola u kojoj kao centralizirani regulator vraća mikromrežni napon, frekvenciju i nadoknađuje odstupanja uzrokovana primarnom kontrolom. Sekundarna kontrola također može biti dizajnirana tako da zadovolji zahtjeve za kakvoćom energije, npr. balansiranje napona na kritičnim sabirnicama.

### Tercijarna kontrola
Tercijarna kontrola je zadnja (i najsporija) razina kontrole koja uzima u obzir ekonomičnost u optimalnom radu mikromreža (vrijeme uzorkovanja je od nekoliko minuta do nekoliko sati) i upravlja razmjenom snage između mikromreže i glavne mreže. Ova razina često uključuje predviđanje vremenske prognoze, mrežne tarife i opterećenja u narednim satima ili danima za izradu planova otpreme generatora koji ostvaruje ekonomsku uštedu. U slučaju nužde kao što je nestanak, tercijarna kontrola može se koristiti za upravljanje grupom međusobno povezanih mikromreža kako bi se formiralo "mikromrežno grupiranje" koje bi moglo djelovati kao virtualna elektrana i zadržati opskrbu barem kritičnim teretima. kontrolor bi trebao odabrati jednu mikromrežu da bude glavna, a ostatak kao fotonaponski sustavi i teretne sabirnice prema unaprijed definiranom algoritmu i postojećim uvjetima sustava (tj. potražnja i generacija), u ovom slučaju, kontrola bi trebala biti u realnom vremenu ili barem visokoj stopi uzorkovanja.